# Бальбен, Оже де
Бальбен, Оже де (умер в 1163 году) — третий Великий магистр Ордена госпитальеров в 1160—1162 годах.